# Peetie Wheatstraw
Peetie Wheatstraw, pseudonimo di William Bunch (Ripley, 21 dicembre 1902 – East St. Louis, 21 dicembre 1941), è stato un musicista e cantante statunitense.
Esponente figura dei cantanti blues degli anni trenta, l'unica sua fotografia conosciuta lo ritrae in possesso di una chitarra resofonica, nonostante utilizzasse prevalentemente il pianoforte per eseguire le sue incisioni.

## Biografia
William Bunch era figlio di James Bunch e Mary (Burns) Bunch. Nonostante venga riportato come luogo di nascita Ripley (Tennessee), era opinione diffusa che provenisse dall'Arkansas. Dopo la sua morte, il suo corpo fu spedito a Cotton Plant, in Arkansas, per la sepoltura, e il musicista blues Big Joe Williams dichiarò che questa era la sua città natale.
I primi dati biografici provengono dai musicisti Henry Townsend e Teddy Darby, che ricordano che Wheatstraw si trasferì a East St. Louis, in Illinois, agli inizi degli anni '20. Era già un bravo chitarrista, ma un pianista limitato. Si esibiva spesso in un club chiamato Lovejoy nella zona di East St. Louis e in un juke joint di un barbiere in West Biddle Street. Quando Sunnyland Slim si trasferì a St. Louis nei primi anni '30, Wheatstraw divenne uno dei cantanti più famosi della città, con uno stile piano idiosincratico molto apprezzato.
Wheatstraw iniziò a registrare nel 1930 ed era così popolare che continuò ad incidere anche durante la Grande depressione, periodo nel quale il numero di registrazioni di blues si ridusse drasticamente. Fu il musicista blues Charlie Jordan a spingere Wheatstraw alle incisioni, mettendolo sotto contratto sia per la Vocalion Records che per la Decca Records. Eseguì Tennessee Peaches Blues in duetto con un artista chiamato Neckbones nell'agosto del 1930. Dopo questa prima registrazione, le incisioni di Wheatstraw divennero particolarmente prolifiche, fino a raggiungere l'esecuzione di ventuno canzoni in due anni che includono tracce soliste come Don't Feel Welcome Blues, Strange Man Blues, School Days e So Soon. Da marzo 1932 a marzo 1934 non fece registrazioni, preferendo perfezionare uno stile più maturo.
Per il resto della vita è stato uno dei musicisti blues più prolifici con 161 canzoni registrate, superato da soli quattro artisti blues prebellici: Tampa Red, Big Bill Broonzy, Lonnie Johnson ed Amos Easton. Nei club di St. Louis e East St. Louis la sua popolarità era eccezionale, rivaleggiata solo da quella di Walter Davis. Nonostante i riferimenti al suo tour, ci sono poche prove che attestino che abbia lavorato fuori da queste città, tranne che per la produzione di dischi.
Wheatstraw ha registrato 161 lati A e B su dischi in vinile negli anni trenta e quaranta. Una compilation di LP è stata pubblicata dalla Flyright Records nel 1975. Venticinque anni dopo un secondo volume è stato riassemblato dall'Old Tramp Records. Nel 1994 le registrazioni complete di Wheatstraw furono pubblicate su sette CD dalla Document Records.
Wheatstraw stava cavalcando la cresta del suo successo al momento della sua morte prematura. Le canzoni Mister Livingood e Bring Me Flowers While I'm Living sono state le sue ultime registrazioni conosciute, tratte dalla sua ultima sessione del 25 novembre 1941. Il 21 dicembre 1941, giorno del suo 39º compleanno, lui e alcuni amici decisero di fare un giro in macchina. Cercarono di convincere un amico di Wheatstraw, il cantante blues Teddy Darby, a venire con loro, ma la moglie di Darby si rifiutò di lasciarlo andare. Wheatstraw era seduto sul sedile posteriore quando la Buick su cui viaggiava colpì un treno merci fermo: i suoi due compagni furono uccisi sul colpo, mentre Wheatstraw morì in ospedale qualche ora dopo. È una leggenda falsa il fatto che la sua morte abbia attirato poca attenzione. L'incidente è stato riportato interamente sui giornali di St. Louis e di East St. Louis, mentre i necrologi sono apparsi sulla stampa musicale nazionale. La rivista Down Beat ad esempio ha pubblicato la prima pagina del suo numero del 15 gennaio 1942 con la storia dell'incidente e un apprezzamento alla carriera di Wheatstraw con il titolo "Blues Shouter Killed After Waxing" Hearseman Blues". Wheatstraw venne sepolto al Growders Cemetery di Cotton Plant, in Arkansas.

## Personalità
Quando William Bunch raggiunse St. Louis, aveva scartato il suo nome e creato una nuova identità. Il nome "Peetie Wheatstraw" è stato descritto dallo studioso del blues Paul Oliver come un nominativo che rimandava ad associazioni popolari ben radicate. Sarebbe stato nel personaggio di Bunch inventare un nome con un sapore folcloristico stravagante.
Due dischi vennero incisi con i nomi di "Peetie Wheatstraw, the Devil's Son-in-Law" ("il genero del diavolo") e "Peetie Wheatstraw, the High Sheriff from Hell" ("l'alto sceriffo dall'inferno"). Ha composto diversi "stomps" con testi che proiettano un presunto personaggio demoniaco abbinati a questi soprannomi. Il suo atteggiamento "da duro" e il suo egoismo hanno dato agli autori contemporanei motivi per paragonarlo agli artisti rap moderni. È probabile che Wheatstraw e lo scrittore Ralph Ellison si conoscessero; Ellison ha usato il nome "Peetie Wheatstraw" e gli aspetti del personaggio demoniaco del musicista (ma non i tratti biografici) per un personaggio del suo romanzo Uomo invisibile.
La musica afroamericana mantiene la tradizione della "canzone di lode" africana, che racconta la prodezza (sessuale e non) del cantante. Le celebrazioni in prima persona di se stessi forniscono l'impulso per molte delle canzoni di Wheatstraw, il quale suona i cambiamenti su questo tema con sicurezza, umorismo e minaccia occasionale. Il cantante blues Henry Townsend ha ricordato che la vera personalità di Wheatstraw era simile: "A quel tipo di persona. Sai, una persona di tipo jive." Il critico blues Tony Russell ha aggiornato la descrizione: "Wheatstraw si è costruito un personaggio macho che lo ha reso l'antenato spirituale degli artisti rap."

## Stile
Wheatstraw era attivo in una comunità di musicisti a St. Louis e East St. Louis che si conoscevano e si esibivano l'un l'altro. Era anche una stella discografica soggetta alle richieste dei produttori discografici e alle sfide di altre star. Queste forze hanno creato una coerenza nei suoi stili strumentali, che in seguito i critici hanno considerato poco interessanti. Samuel Charters, in The Country Blues, liquidò Wheatstraw e altre star del cinema dell'epoca perché tendenti a "un uso ripetitivo di cliché e un accompagnamento monotono che era privo di fantasia come il loro canto". Tony Russell, anche se molto più riconoscente, ha avvertito che "chiunque ascolti lunghi tratti delle sue registrazioni probabilmente diventerà pazzo".
Al contrario di questo stile generico, Wheatstraw aveva alcune caratteristiche immediatamente riconoscibili. La maggior parte dei dischi su cui ha suonato il pianoforte, inclusi i suoi accompagnamenti di altri cantanti, iniziano con la stessa introduzione a otto barre. Molto più distintivo era il suo stile vocale, spesso descritto come "pigro" a causa della sua mancanza di articolazione, ma meglio definito da Tony Russell come "burbero" e "intasato". Caratteristico tra tutti fu il suo grido in semi-falsetto soffocato "Ooh, well, well" (con variazioni) interposto nella rottura della terza riga di un versetto blues. Secondo Teddy Darby, una donna ascoltatrice ha esclamato: "Buon Dio, perché quell'uomo non ha tirato quell'urlo prima e adesso lo ha fatto?"
Ciò che distingue le registrazioni di Wheatstraw è soprattutto la qualità dei suoi testi. Come altri artisti di successo, ha suonato canzoni riguardanti le preoccupazioni degli afroamericani urbani rimossi dalle loro radici rurali. Alcune delle sue canzoni più memorabili riguardano: l'abrogazione del Proibizionismo, un progetto della WPA del New Deal e l'eliminazione delle baraccopoli per il rinnovamento urbano. Entrò per la prima volta negli studi della Vocalion Records il 13 agosto 1930 e registrò una manciata di canzoni, tra cui Four o'Clock in the Morning e Tennessee Peaches Blues. Nel decennio successivo ha registrato oltre 160 lati A e B per Vocalion, Decca e Bluebird Records.
Wheatstraw era noto per il suo approccio rilassato e per il suo talento nel cantare e nel comporre canzoni. I suoi talenti strumentali erano sempre espressi al meglio. Le sue canzoni attiravano le minoranze della classe lavoratrice, a causa del loro contenuto - scriveva spesso su questioni sociali come la disoccupazione e l'assistenza pubblica. C'erano anche pezzi sui modi immorali delle donne disinibite, sulla morte e sul soprannaturale. Quasi tutte le sue canzoni includevano il suo marchio di fabbrica (l'urlo "Ooh, well, well"), di solito accentuato nel terzo verso. Sui suoi dischi Wheatstraw suonava occasionalmente la chitarra, ma di solito suonava il piano, accompagnato da un chitarrista; tra i suoi collaboratori c'erano i chitarristi Kokomo Arnold, Lonnie Johnson, Charley Jordan, Papa Charlie McCoy e Teddy Bunn e il pianista Champion Jack Dupree. In alcuni dei suoi ultimi lavori, Wheatstraw ha registrato musica in un contesto ispirato al jazz, collaborando con Lil Hardin Armstrong e il trombettista Jonah Jones.

## Influenza
L'influenza di Wheatstraw fu enorme negli anni '30. Forse l'esempio più evidente del suo impatto è nei testi e nello stile vocale di Robert Johnson, spesso considerato il più importante personaggio blues dell'epoca. Molte delle registrazioni di Johnson furono rielaborazioni di canzoni di altri artisti popolari dell'epoca, attingendo pesantemente proprio al repertorio di Wheatstraw. Ad esempio Police Station Blues di Wheatstraw costituisce la base per Hellhound on My Trail di Johnson. Il suo soprannome "Devil's Son-in-Law" riecheggiava anche con l'immagine simile di Johnson.
Wheatstraw, insieme a Leroy Carr, fu uno dei primi cantanti blues a suonare il pianoforte. Elementi del suo stile possono essere visti in artisti successivi, come Champion Jack Dupree, Moon Mullican e Jerry Lee Lewis. Ha anche fatto molte registrazioni con l'influente Kokomo Arnold, che ha scritto lo standard blues Milk Cow Blues.

## Discografia parziale
- vol. 1, 1930–1932, Document Records DOCD-5241
- vol. 2, 25 March 1934 to 17 July 1935, Document Records DOCD-5242
- vol. 3, 17 July 1935 to 20 February 1936, Document Records DOCD-5243
- vol. 4, 20 February 1936 to 26 March 1937, Document Records DOCD-5244
- vol. 5, 26 March 1937 to 18 October 1938, Document Records DOCD-5245
- vol. 6, 18 October 1938 to 4 April 1940, Document Records DOCD-5246
- vol. 7, 4 April 1940 to 25 November 1941, Document Records DOCD-5247